# Trove
Trove est un jeu de bac à sable basé sur le voxel développé et publié par Trion Worlds . Le jeu est sorti sur Microsoft Windows et macOS en juillet 2015, et sur PlayStation 4 et Xbox One en mars 2017.

## Développement
Trove a été révélé pour la première fois le 13 novembre 2013  avec des joueurs capables de s'inscrire pour jouer à la version Alpha du jeu. L'accès à une bêta fermé a été lancée le 25 septembre 2014, une semaine gratuite de Trove était sortie un mois plus tard le 24 jusqu'aux 26 octobre 2014,. Le jeu est entré en version bêta ouverte le 4 novembre 2014,.Les versions console du jeu sont entrées en version bêta ouverte le 13 décembre 2016. Trove lancé sa bêta fermée en Chine le 27 mars 2017.

## Gameplay
Les joueurs assument le rôle de l’une des multiples classes, chacun avec des styles de jeu et des capacités différentes. Après un bref tutoriel, les joueurs arrivent dans une zone centrale appelée le « Hub ». Dans cette zone, les joueurs peuvent accéder aux portails qui agissent comme des points d’accès à différents mondes du jeu, chacun étant adapté à une étape spécifique de progression. Chaque portail nécessite un rang de puissance minimum pour entrer, qui augmente par portail, ce qui permet de passer de mondes plus faciles à des mondes plus difficiles à mesure que le joueur gagne en niveau. Chaque monde devient progressivement plus difficile, mais récompense des niveaux d’expérience plus élevés et un meilleur butin/ressources. Chaque portail est d’une couleur spécifique qui est conçue pour indiquer la qualité du « butin » qui peut être le plus souvent localisé là-bas, bien qu’il y ait une petite chance que du butin d’une qualité supérieure soit trouvé. L’exception à cela est les portails rouges de niveau supérieur qui permet principalement d’avoir du butin de qualité légendaire (orange), mais ont également plus de chances de laisser tomber du butin de qualité relique (rouge), resplendissante (arc-en-ciel) ou ombre (violet foncé). Les portails rouges de niveau supérieur ont plus de chances de laisser tomber les types de butins les plus rares.
La qualité du butin progresse de (du plus bas au plus élevé) inhabituel, rare, épique, légendaire, relique, resplendissant, niveau d’ombre 1-5, radiante, stellaire et cristal,
Dans 'Trove', seuls trois des objets équitables peuvent être obtenus en battant des PNJ hostiles, contrairement à d’autres jeux RPG. Les objets qui peuvent être obtenus de cette manière sont les chapeaux, les armes et les masques. Ces objets forment les « butins » laissés derrière soi lorsque certains ennemis sont vaincus, soit lorsqu’un coffre de récompense est ouvert après la défaite d’un PNJ de type boss.
Les joueurs peuvent obtenir les autres objets équitables via l’artisanat, le magasin en jeu, du commerce des PNJ, en atteignant certains niveaux de maîtrise ou via des badges. Ces objets incluent des anneaux, des costumes de personnage alternatifs (qui se débloquent à mesure que votre personnage augmente de niveau), des tomes, des alliés (familiers permanents qui améliorent les statistiques du personnage), des ailes, des montures, des bateaux, des voiles, des flacons (qui sont consommés pour restaurer la vie ou la magie du joueur.), des cannes à pêche, des cavaliers mag (une forme de support de voyage rapide limitée à une utilisation sur des monorails de type train) et des emblèmes, qui ajoutent ou modifient les avantages fournis par Flasks.
Une caractéristique notable de Trove est la collection. À l’exception des anneaux, des chapeaux, des armes et des masques, chacun des autres objets sans butin, une fois activé, celui-ci est ajouté à la bibliothèque d’objets du joueur. Tout personnage de ce compte peut alors accéder à sa propre copie de cet objet de la collection et de le sélectionner à partir de l’emplacement d’objet correspondant à l’écran équipement de son personnage. Par exemple, une fois que vous obtenez une canne à pêche sur un personnage, vous pouvez l’activer (clic gauche par défaut) qui l’ajoutera à votre bibliothèque. Il vous suffit ensuite de sélectionner l’emplacement de la canne à pêche sur l’écran du personnage pour être envoyé dans la zone de canne à pêche de la bibliothèque. Sélectionnez-la dans la liste et la canne à pêche sera équipée. Cela peut être fait sur n’importe quel personnage de ce compte sans aucune restriction.
Les anneaux, les masques, les chapeaux et les armes ne sont pas ajoutés à la bibliothèque et le joueur n’aura donc qu’une seule instance de l’objet à moins que d’autres ne soient trouvés ou fabriqués. Si un joueur souhaite transférer l’objet entre les personnages, il doit d’abord déséquiper l’objet et changer de personnage afin de l’équiper sur le personnage nouvellement sélectionné.

## Personnalisation des personnages
Tout arme, chapeau ou masque placé dans le collecteur de butin sera détruit, mais le style de cet objet sera ajouté à la bibliothèque du joueur, ce qui permettra au joueur de choisir d’utiliser l’image de cet objet comme vanité, au lieu de l’objet actuellement équipé. Cela s’applique uniquement aux masques, chapeaux et armes. La nouvelle image n’affecte que l’apparence du personnage et ne fournit aucune statistique en plus. De plus, tout objet détruit dans le collecteur de butin, fournit au joueur des ressources utiles pour améliorer d’autres objets ou pour l’artisanat.
Les joueurs peuvent également modifier le visage, la peau et les cheveux de leur personnage en utilisant « The Barbershop » sans limites, qui peuvent être fabriquées ou trouvées dans la zone Hub.

## Environnements
La zone Hub est la zone centrale de Trove et sert de lieu de rencontre pour tous les joueurs ainsi qu’un moyen d’accéder aux mondes de niveau inférieur jusqu’à ce que les joueurs soient en mesure de créer leurs propres portails mondiaux.
Le Hub comprend également une sélection de stations d’artisanat et un PNJ qui vend des objets utilisés pour la pêche, une semi-profession en jeu et la voile.
Chaque zone du monde contient divers biomes qui se concentrent sur un thème spécifique. Ceux-ci incluent Neon City, un monde avec des structures conçues pour ressembler à une image fictive de l’intérieur d’un ordinateur, Highlands, conçu pour ressembler à des champs et des forêts, la forêt de Fae, une zone de conte de fées sombre et bien d’autres. (Dragonfire Peaks, Candoria, îles au trésor, etc.).
Chaque biome est connecté de manière transparente les uns aux autres et chaque zone du monde est un monde ouvert dans sa construction permettant aux joueurs de voyager de biome en biome de manière transparente dans chaque zone du monde.
Les biomes eux-mêmes ont chacun leurs propres ennemis PNJ uniques qui attaqueront le joueur s’ils se rapprochent trop, ainsi que leur propre flore unique. L’une des principales caractéristiques de chaque biome est leurs donjons thématiques. Par exemple, le biome de Candoria, un thème basé sur les bonbons, le chocolat et d’autres objets similaires, peut avoir des donjons en forme de gâteaux géants, de machines à gommes ou d’une myriade d’autres objets thématiques liés au biome.

## Donjons
Dans les différents biomes que le joueur peut visiter, il pourra tomber sur des donjons. Un donjon est une grande structure pour la plupart du temps indestructible qui contient de nombreuses salles dans lesquels s’y trouve : des monstres, des pièges, mais également des « boss ». Dans certains cas, la présence de trois joueurs est recommandé afin de le terminer.

### Les différents types de donjons

#### Les donjons dit «normaux»
Ce sont les donjons les plus couramment trouvés, ils n’ont aucun signe distinctif particulier. Leurs caractéristiques principales est le faite, qu’ils ne sont pas destructibles. Une fois celui-ci terminé, le joueur sera récompensé par un coffre qui apparaîtra non loin du cadavre du « boss », dans lequel le joueur pourra y trouver des items en récompenses (équipement en tout genre).

#### Les donjons dit «parchemins»
Ces donjons sont beaucoup plus rares que les donjons normaux, même si ceux-ci leur ressemblent énormément. Cependant, la différence notable est le faite qu’un parchemin géant se trouve juste au-dessus du donjon qui permet de les repérer de loin. Une fois leur objectif accompli, ils délivrent un parchemin permettant de débloquer certains « craft » dans le jeu se retrouvant dans la BenchCrafting.

#### Les donjons dit «large donjon»
Ces donjons sont beaucoup plus difficiles que, son homologue, ils sont significativement plus grands et peuvent comporter jusqu’à trois « boss » ayant chacun une difficulté propre (plus le nombre d’étoile est élevé plus la difficulté est haute). Les récompenses données une fois terminées sont généralement de meilleure qualité. Il est recommandé d’y aller à plusieurs.

#### Les donjons dit «tournesol»
Ces donjons ne contiennent aucun boss ou de récompenses réelles, ils servent uniquement à la récupération d’ingrédient de « craft » qui pourront être utilisé dans la BenchCrafting.

#### Les Shadow Arena
Les Shadow Arena sont des donjons qui sont extrêmement rares et totalement aléatoires dans les mondes dits « Uber ». Ceux-ci peuvent être trouvés dans n’importe quel biome, cependant ils ne sont pas affichés sur la carte du monde. Une fois un Shadow Arena découvert, le joueur pourra constater qu’il y a un portail verrouillé et qui doit être ouvert par une « Shadow Key ».
Les Shadow Key peuvent être fabriqués avec 400 « Shadow Key Fragment » et 10 « Shadow Key Gems » sur la table Adventure’s Crafting Benc, qui peuvent être obtenue dans les différents donjons.
Il est fortement recommandé d’y aller à plusieurs avec un maximum de huit joueurs, y aller seule est généralement suicidaire.
Une fois que la Shadow Arena aura commencé, les joueurs seront téléportés dans la première zone. Les Shadow Arena auront toujours 5 vagues de monstres, la dernière étant celle du boss.

## Des classes
Il existe de nombreuses classes dans Trove. Actuellement, il s’agit de l’Avant-Gardien, du Dompteur de Dino, du Chloromancien, du Revenant, du Lancier lunaire, du Résurrectombe, du Boomeranger, du Capitaine pirate, du Prédatombre, du Cryosage, du Glucobarbare, du Ninja néon, du Dracolyte, du Féetasmagore du Flingueuret du Chevalier. Chacune des classes a ses propres forces et faiblesses, ce qui fait que le style de jeu de chacun est varié.
Une nouvelle classe nommée le barde va bientôt être disponible.
La plupart des classes sont conçues pour ressembler à un biome particulier tandis que d’autres sont dites « errantes » qui ne proviennent d’aucun biome particulier, selon la tradition du jeu.
Chaque personnage a une sélection de capacités uniques qui se débloquent dans les premiers niveaux de jeu. Chaque personnage a une attaque principale, une attaque secondaire, une capacité passive unique et 2 compétences supplémentaires qui peuvent être déclenchées quand vous le souhaitez et ont des temps de recharge intégrés, limitant leur utilisation. La capacité passive unique permet à la classe d’utiliser sa mécanique de classe, par exemple la classe Tomb Raiser obtient des charges appelées « âmes » soit lorsqu’une période définie s’est écoulée, soit lorsqu’un ennemi est vaincu. Le Tomb Raiser peut stocker jusqu’à 3 de ses charges à tout moment et peut les dépenser en utilisant sa capacité d’attaque secondaire pour invoquer des sbires de personnages PNJ pour l’aider au combat.

## Les professions
Il existe trois professions d’artisanat, chacune avec ses propres stations d’artisanat. Avec chaque métier, le niveau de la profession augmente, ce qui permet au joueur d’accéder à des recettes de meilleure qualité pour chaque augmentation de 50 niveaux, jusqu’à ce que le niveau de la profession atteigne le maximum de 250.
Les joueurs peuvent également participer à la pêche, qui peut leur fournir des ressources, des objets et des trophées qui ne peuvent être obtenus par d’autres moyens. Cependant, la pêche ne s’améliore pas avec les niveaux et ne nécessite pas de station d’artisanat, à moins que le joueur ne tente de créer des cannes à pêche plus avancées que le type de base achetable auprès du PNJ Hub, Saltwater Sam.

## Accueil
Tableau récapitulatif des notes reçus en fonction des différents site de critique vidéoludique.